# Commit Gás
A Commit Gás (anteriormente Gaspetro) é uma subsidiária da Compass Gás e Energia, empresa do grupo Cosan, com participação societária em 18 companhias distribuidoras de gás natural, localizadas em todas as regiões do Brasil.

## Histórico
A Gaspetro foi criada em maio de 1998 como uma subsidiária da Petrobras, após mudança de nome da Petrofértil, a qual foi criada em 1976.
A Petrofértil teve seus estatutos modificados em 1996 para permitir sua atuação no setor de gás natural. Em 1997, a companhia criou a Transportadora Brasileira Gasoduto Bolívia-Brasil S.A. A empresa também tinha participação na Gas Transboliviano S.A. (GTB), localizada no lado boliviano. 
Em 2006, foi criada sua subsidiária Transportadora Associada de Gás S.A. (TAG), com o objetivo de incorporar todas as transportadoras de gás da Gaspetro em uma só companhia.
Em 2014, a Petrobrás passou a deter o controle direto da TAG, mediante a transferência das ações detidas pela Gaspetro.
Em 2015, 51% das ações da TBG que a Gaspetro detinha foram transferidas para a Petrobras Logística de Gás S.A. (Logigás). Também foram transferidas as participações na Gas TransBoliviano, GásLocal e Transportadora Sulbrasileira de Gás.
Em dezembro de 2015, a empresa Mitsui Gás e Energia do Brasil adquiriu uma participação de 49% da Petrobras na Gaspetro por R$ 1,93 bilhão.Em 2019, a Petrobras assinou um TCC (Termo de Compromisso e Cessação) com o CADE para promover a concorrência no setor de gás natural no Brasil e se comprometeu a vender sua participação acionária na Gaspetro.
Em julho de 2022, a Petrobras concluiu a venda de 51% da Petrobras Gás S.A. (Gaspetro) para a Compass Gás e Energia S.A., empresa do grupo Cosan. A transação foi feita no valor de R$ 2,097 bilhões.
Logo em seguida, Compass e Mitsui anunciaram mudança na razão social da empresa, que passou a se chamar Commit Gás S.A.

## Rede de distribuição
As redes de distribuição da Gaspetro somavam aproximadamente 10 mil km em 2022, atendendo a mais de 500 mil clientes, com volume distribuído de cerca de 29 milhões m³/dia.

### Participações em empresasː
Em novembro de 2022, a Commit Gás S.A. tinha participação nas seguintes empresasː
- Algás (AL), com 29,4%
- Cegás (CE), com 29,4%
- CEG-Rio (RJ), com 37,4%
- Compagás (PR), com 24,5%
- Copergás (PE), com 41,5%
- Gaspisa (PI), com 15,1%
- Gasbrasiliano (SP), com 100%
- MSGás (MS), com 49%
- Potigás (RN), com 83%
- SCGás (SC), com 41%
- Sergás (SE), com 41,5%
- SulGás (RS), com 49%